# Lista de navios lançados em 1967
A seguir está uma lista como os navios lançados ao mar no ano de 1967.
| Data              | Navio             | País           | Construtor                           | Localização                | Classe                       | Notas            |
| ----------------- | ----------------- | -------------- | ------------------------------------ | -------------------------- | ---------------------------- | ---------------- |
| 1 de fevereiro    | Tarbatness        | Reino Unido    | Swan Hunter                          | Wallsend                   | combat stores ship           |                  |
| 5 de fevereiro    | Vittorio Veneto   | Itália         | Italcantieri                         | Castellammare di Stabia    | Helicopter cruzador          |                  |
| 11 de fevereiro   | Mellon            | Estados Unidos | Avondale Shipyard                    | Westwego, Louisiana        | Classe Hamilton              |                  |
| 25 de fevereiro   | Renown            | Reino Unido    | Cammell Laird                        | Birkenhead, England        | Classe Resolution            |                  |
| 25 de fevereiro   | Harushio          | Japão          |                                      |                            | Classe Asashio               |                  |
| 25 de março       | Hepburn           | Estados Unidos | Todd Pacific Shipyards               | San Pedro, California      | Classe Knox                  |                  |
| 13 de abril       | Mölders           | Estados Unidos | Bath Iron Works                      | Bath, Maine                | Classe Lütjens               |                  |
| 14 de abril       | Hammerhead        | Estados Unidos | Newport News Shipbuilding            | Newport News, Virgínia     | Classe Sturgeon              |                  |
| 15 de abril       | Tautog            | Estados Unidos | Ingalls Shipbuilding                 | Pascagoula, Mississippi    | Classe Sturgeon              |                  |
| 26 de abril       | Hermione          | Reino Unido    | Yarrow Shipbuilders                  | Glasgow, Escócia           | Classe Leander               |                  |
| 27 de abril       | Roark             | Estados Unidos | Todd Pacific Shipyards               | Seattle, Washington        | Classe Knox                  |                  |
| 20 de maio        | Chase             | Estados Unidos | Avondale Shipyard                    | Westwego, Louisiana        | Classe Hamilton              |                  |
| 20 de maio        | Gurnard           | Estados Unidos | Mare Island Naval Shipyard           | Vallejo, California        | Classe Sturgeon              |                  |
| 24 de maio        | Andromeda         | Reino Unido    | HMNB Portsmouth                      | Portsmouth, Inglaterra     | Classe Leander               |                  |
| 27 de maio        | John F. Kennedy   | Estados Unidos | Newport News Shipbuilding            | Newport News, Virgínia     | Modificado Classe Kitty Hawk |                  |
| 3 de junho        | Pogy              | Estados Unidos | New York Shipbuilding                | Camden, New Jersey         | Classe Sturgeon              |                  |
| 22 de junho       | Grayling          | Estados Unidos | Portsmouth Naval Shipyard            | Kittery, Maine             | Classe Sturgeon              |                  |
| 15 de julho       | Meyerkord         | Estados Unidos | Todd Pacific Shipyards               | San Pedro, California      | Classe Knox                  |                  |
| 29 de julho       | Makigumo          | Japão          |                                      |                            | Classe Yamagumo              |                  |
| 9 de agosto       | Butte             | Estados Unidos | General Dynamics Quincy Shipbuilding | Quincy, Massachusetts      | Classe Kilauea               |                  |
| 9 de agosto       | Kilauea           | Estados Unidos | General Dynamics Quincy Shipbuilding | Quincy, Massachusetts      | Classe Kilauea               |                  |
| 11 de agosto      | Lütjens           | Estados Unidos | Bath Iron Works                      | Bath, Maine                | Classe Lütjens               |                  |
| 16 de agosto      | Advance           | Austrália      | Walkers Limited                      | Maryborough, Queensland    | Classe Attack                |                  |
| 26 de agosto      | Acute             | Austrália      |                                      |                            | Classe Attack                |                  |
| 4 de setembro     | Jupiter           | Reino Unido    | Yarrow Shipbuilders                  | Glasgow, Escócia           | Classe Leander               |                  |
| 7 de setembro     | L. Y. Spear       | Estados Unidos | General Dynamics Quincy Shipbuilding | Quincy, Massachusetts      | Classe L. Y. Spear           |                  |
| 9 de setembro     | Narwhal           | Estados Unidos | Electric Boat                        | Groton, Connecticut        | submarino nuclear            |                  |
| 20 de setembro    | Queen Elizabeth 2 | Reino Unido    | Upper Clyde Shipbuilders             | Clydebank, Escócia         | Transatlântico               | Para Cunard Line |
| 5 de outubro      | Sea Devil         | Estados Unidos | Newport News Shipbuilding            | Newport News, Virgínia     | Classe Sturgeon              |                  |
| 7 de outubro      | Nashville         | Estados Unidos | Lockheed Shipbuilding                | Seattle, Washington        | Classe Austin                |                  |
| 7 de outubro      | Aware             | Austrália      |                                      |                            | Classe Attack                |                  |
| 19 de outubro     | Antrim            | Reino Unido    | Upper Clyde Shipbuilders             | Clydebank, Escócia         | Classe County                |                  |
| 3 de novembro     | Gray              | Estados Unidos | Todd Pacific Shipyards               | Seattle, Washington        | Classe Knox                  |                  |
| 4 de novembro     | Repulse           | Reino Unido    | Vickers                              | Barrow-in-Furness, England | Classe Resolution            |                  |
| 16 de novembro    | Norfolk           | Reino Unido    | Swan Hunter                          | Wallsend, Inglaterra       | Classe County                |                  |
| 18 de novembro    | Assail            | Austrália      |                                      |                            | Classe Attack                |                  |
| 29 de novembro    | Aspro             | Estados Unidos | Ingalls Shipbuilding                 | Pascagoula, Mississippi    | Classe Sturgeon              |                  |
| 2 de dezembro     | Charleston        | Estados Unidos | Newport News Shipbuilding            | Newport News, Virgínia     | Classe Charleston            |                  |
| 2 de dezembro     | Archer            | Austrália      |                                      |                            | Classe Attack                |                  |
| 4 de dezembro     | Ovens             | Reino Unido    |                                      | Greenock, Escócia          | Classe Oberon                |                  |
| 5 de dezembro     | Michishio         | Japão          |                                      |                            | Classe Asashio               |                  |
| 16 de dezembro    | Swan              | Austrália      | Williamstown Naval Dockyard          | Williamstown, Victoria     | Classe River                 |                  |
| 16 de dezembro    | Minegumo          | Japão          |                                      |                            | Classe Minegumo              |                  |
| Data desconhecida | Carsten           | West Germany   | J J Sietas                           |                            | Coaster                      |                  |
| Data desconhecida | Into              | Finlândia      | Laivateollisuus                      | Turku, Finlândia           | Rebocador de salvamento      |                  |